# 7664 Namahage
7664 Namahage este un asteroid din centura principală de asteroizi.

## Descriere
7664 Namahage este un asteroid din centura principală de asteroizi. A fost descoperit pe 2 octombrie 1994 la Kitami de Kin Endate și Kazuro Watanabe. Asteroidul prezintă o orbită caracterizată de o semiaxă mare de 2,94 ua, o excentricitate de 0,12 și o înclinație de 1,7° în raport cu ecliptica.